# Mord an The Notorious B.I.G.
Der Mord an The Notorious B.I.G. ereignete sich am 9. März 1997, als der US-amerikanische Rapper Christopher Wallace, besser bekannt als The Notorious B.I.G., bei einem Drive-by-Shooting in Los Angeles, Kalifornien, tödlich getroffen wurde. Die Schießerei fand um 00:47 Uhr (Ortszeit) statt, als der Wagen, in dem Wallace saß, an einer roten Ampel an der Ecke Wilshire Boulevard angehalten wurde. Er wurde um 01:15 Uhr für tot erklärt.
Im Jahr 2006 reichten Wallaces Mutter Voletta Wallace, seine Witwe Faith Evans und seine Kinder T’yanna Jackson und C. J. Wallace vergeblich eine zweite Klage wegen widerrechtlicher Tötung in Höhe von 400 Millionen Dollar gegen das Los Angeles Police Department (LAPD) ein. Sie behaupteten, dass korrupte Beamte für Wallaces Tod verantwortlich seien. Der pensionierte LAPD-Beamte Greg Kading behauptete, dass Suge Knight, der Chef von Death Row Records, den Mord aus Rache für den Mord an Tupac Shakur im September 1996 bei einem ähnlichen Drive-by-Mord durch einen Schuss inszeniert habe.

## Vorgeschichte
Christopher Wallace reiste im Februar 1997 nach Los Angeles, um Werbung für sein kommendes zweites Studioalbum Life After Death zu machen und ein Musikvideo für dessen Leadsingle Hypnotize zu drehen. Am 5. März gab er ein Radiointerview in der Sendung The Dog House auf dem Sender KYLD aus San Francisco, in dem er erklärte, dass er einen Sicherheitsdienst engagiert habe, weil er um seine Sicherheit fürchte. Als Gründe dafür nannte Wallace die andauernden Konflikte zwischen Ostküste und Westküste und die Ermordung von Tupac Shakur sechs Monate zuvor sowie die Tatsache, dass Sicherheit für hochrangige Persönlichkeiten im Allgemeinen einfach eine Notwendigkeit sei. Die Veröffentlichung von Life After Death war für den 25. März 1997 vorgesehen.

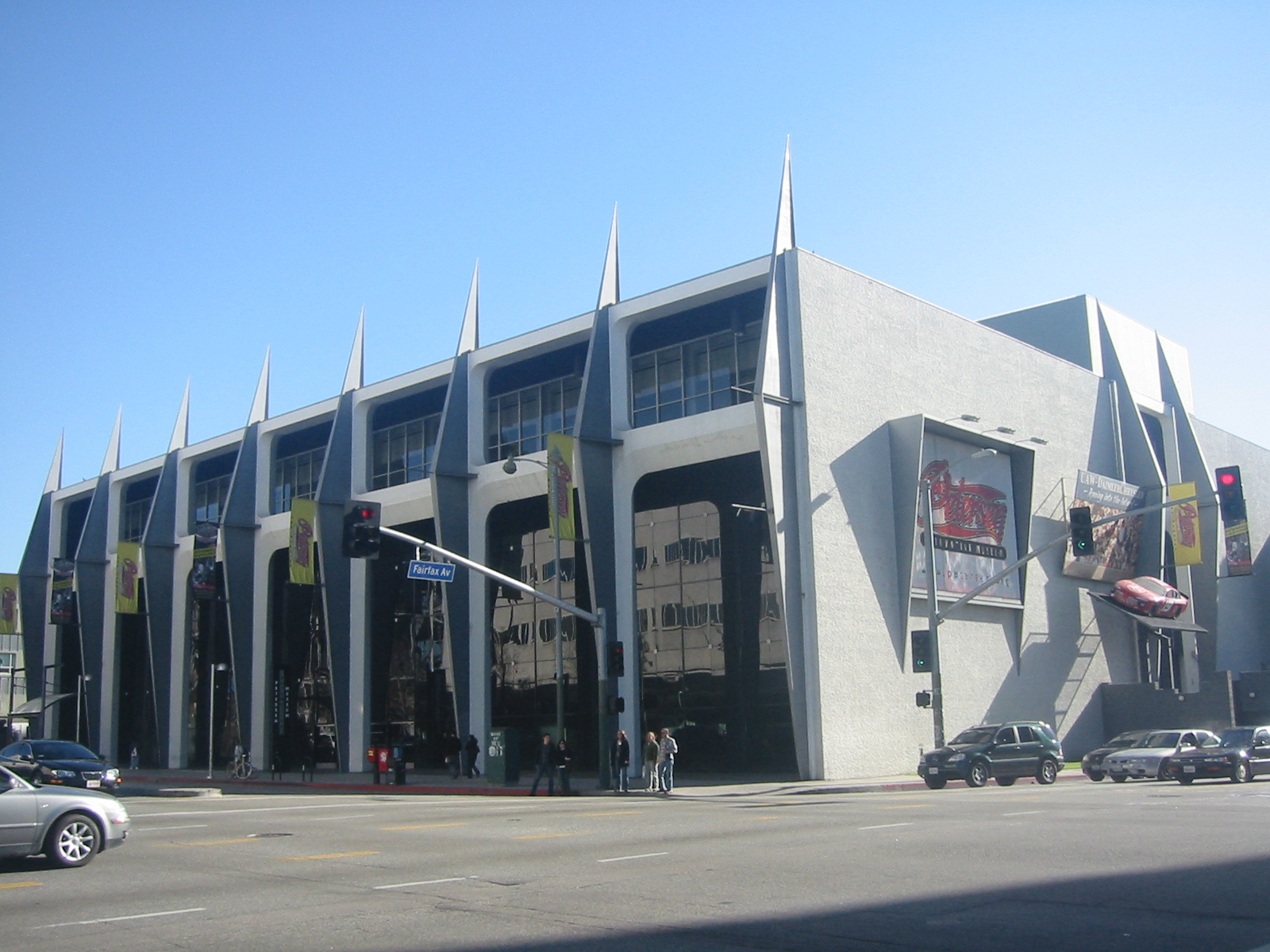
Petersen Automotive Museum (2006)

Am 7. März überreichte Wallace bei den Soul Train Music Awards 1997 einen Preis an Toni Braxton und wurde von einem Teil des Publikums ausgebuht. Am nächsten Morgen sollte Wallace nach London fliegen. Stattdessen besuchten er und die Entourage von Bad Boy Entertainment am Abend des 8. März eine After-Party, die von Vibe, Qwest Records und Tanqueray im Petersen Automotive Museum, die von Kidada Jones im Stadtteil Carthay Circle in Los Angeles ausgerichtet wurde. Weitere Gäste waren Faith Evans, Aaliyah, Chris Tucker, die Wayans-Brüder, Ginuwine, Irv Gotti, Jewell, Jermaine Dupri, The Lox, Da Brat, Missy Elliott, Timbaland, Goodie Mob, Kenny Burns, Russell Simmons, DJ Clue, Clark Kent, DJ Quik, Ed Lover, und Mitglieder der Gangs Bloods und Crips. Mehr als 1.000 Leute waren auf der Party.
Der Fotograf Eric Johnson gab an, dass er Wallace 1997 in Los Angeles fotografieren sollte, aber nicht zu einem bestimmten Ort gebracht werden konnte, weil Wallace ständig Morddrohungen erhielt.

## Schießerei
Am 9. März 1997 um 00:30 Uhr fuhr Wallace mit seinem Gefolge in zwei Chevrolet Suburbans zu einer After-Party im Haus von Steve Stoute in den Hollywood Hills. Bevor sie abreisten, beendete die Feuerwehr von Los Angeles die Party wegen Rauchens, lauter Musik und Überfüllung vorzeitig. Wallace fuhr auf dem Beifahrersitz neben seinen Partnern Damion Butler, Junior-M.A.F.I.A.-Mitglied Lil’ Cease und Fahrer Gregory Young. Sean Combs fuhr im anderen Fahrzeug mit Eugene Deal, Tone, Stevie J. und dem Fahrer Kenny. Die beiden SUVs wurden von einem Chevrolet Blazer verfolgt, in dem der Sicherheitschef von Bad Boy Records, Paul Offord, saß, der von einem Polizisten außer Dienst aus Inglewood gefahren wurde.
Um 00:45 Uhr waren die Straßen voller Menschen, die das Museum verließen. Wallaces Geländewagen hielt an einer roten Ampel an der Ecke Wilshire Boulevard und South Fairfax Avenue nur 46 Meter entfernt. Zwei Minuten später hielt ein dunkler Chevrolet Impala SS neben Wallaces Suburban an. Der Fahrer des Impala, ein Schwarzer, kurbelte sein Fenster herunter, zog eine 9-mm-Pistole aus Blaustahl und feuerte auf den SUV; vier Kugeln trafen Wallace. Wallaces Entourage brachte ihn ins Cedars-Sinai Medical Center, wo die Ärzte eine Notfall-Thorakotomie durchführten, er wurde jedoch um 01:15 Uhr im Alter von 24 Jahren für tot erklärt.
Der Obduktionsbericht von Wallace wurde im Dezember 2012, fünfzehn Jahre nach seinem Tod, der Öffentlichkeit zugänglich gemacht. Dem Bericht zufolge waren drei der vier Schüsse nicht tödlich. Die erste Kugel traf seinen linken Unterarm und reichte bis zum Handgelenk; die zweite Kugel traf ihn in den Rücken, verfehlte alle lebenswichtigen Organe und trat durch die linke Schulter aus; die dritte Kugel traf seinen linken Oberschenkel und trat durch die Oberschenkelinnenseite aus. Im Bericht heißt es, die dritte Kugel habe „die linke Seite des Hodensacks getroffen und eine sehr flache, 10 Millimeter lange Risswunde verursacht“. Die vierte Kugel war tödlich, drang durch die rechte Hüfte ein und traf mehrere lebenswichtige Organe, darunter den Dickdarm, die Leber, das Herz und den oberen Lappen der linken Lunge, bevor sie im linken Schulterbereich stecken blieb.
Der Tod von Wallace wurde von anderen Hip-Hop-Künstlern und Fans weltweit betrauert. Der Rapper Nas meinte damals, dass der Tod von Wallace, zusammen mit dem von Tupac Shakur, „fast das Ende des Rap“ sei.

## Ermittlungen
Unmittelbar nach der Schießerei tauchten Berichte auf, die den Mord an Wallace mit dem an Shakur sechs Monate zuvor in Verbindung brachten, da es Ähnlichkeiten zwischen den Drive-by-Shootings und der öffentlichkeitswirksamen Hip-Hop-Fehde zwischen der Ostküste und der Westküste gab, bei der Shakur und Wallace eine zentrale Rolle gespielt hatten. In Medienberichten war zuvor spekuliert worden, dass Wallace in irgendeiner Weise mit der Ermordung von Shakur in Verbindung stand, obwohl nie Beweise auftauchten, die ihn ernsthaft belasteten. Kurz nach dem Tod von Wallace berichteten die Autoren der Los Angeles Times, Chuck Philips und Matt Lait, dass der Hauptverdächtige bei seiner Ermordung ein Mitglied der Southside Crips war, das aus einem persönlichen finanziellen Motiv heraus handelte und nicht im Namen der Gang. Die Ermittlungen gerieten jedoch ins Stocken und es wurde nie eine formelle Anklage erhoben.
In einem Buch von Randall Sullivan aus dem Jahr 2002 mit dem Titel LAbyrinth wurden Informationen über die Morde an Wallace und Shakur zusammengestellt, die auf Informationen des pensionierten LAPD-Detectives Russell Poole beruhten. In dem Buch beschuldigte Sullivan Suge Knight, Mitbegründer von Death Row Records und ein bekannter Verbündeter der Bloods-Gang, sich mit dem korrupten LAPD-Beamten David Mack verschworen zu haben, um Wallace zu töten und beide Todesfälle als Folge der Rap-Rivalität erscheinen zu lassen. In dem Buch wurde behauptet, dass einer von Macks angeblichen Partnern, Amir Muhammad (auch bekannt als Harry Billups), der Auftragsmörder war, der Wallace tötete. Die Theorie basierte auf Aussagen, die von einem Informanten namens Psycho Mike stammten, und der Ähnlichkeit von Muhammad mit dem Phantombild, das während der Ermittlungen erstellt wurde.
Im Jahr 2002 veröffentlichte der Filmemacher Nick Broomfield den Dokumentarfilm Biggie & Tupac, der auf Informationen aus dem Buch basiert. Die New York Times bezeichnete Broomfields Dokumentarfilm als eine „weitgehend spekulative“ und „umständliche“ Darstellung, die sich auf fadenscheinige Beweise stützt und es versäumt, „Gegenbeweise vorzulegen“ oder „Quellen zu hinterfragen“. Außerdem wurde das in dem Dokumentarfilm vermutete Motiv für den Mord an Wallace – um den Verdacht für die Erschießung von Shakur sechs Monate zuvor zu verringern –, wie die Times es ausdrückte, „in dem Film nicht bestätigt“.
In einem Artikel, den Sullivan im Dezember 2005 im Rolling Stone veröffentlichte, beschuldigte er das LAPD, Hinweisen, die Death Row Records betrafen, auf der Grundlage von Pooles Beweisen nicht vollständig nachzugehen. Er behauptete, Combs habe es versäumt, „vollständig mit den Ermittlungen zu kooperieren“, und laut Poole habe er die Mitarbeiter von Bad Boy ermutigt, dasselbe zu tun. Die Richtigkeit des Artikels wurde später in einem Schreiben des stellvertretenden Chefredakteurs der Los Angeles Times angezweifelt, der Sullivan eine „schlampige Taktik“ vorwarf. In seiner Antwort zitierte Sullivan den Hauptanwalt des Wallace-Nachlasses, der die Zeitung als „Mitverschwörer bei der Vertuschung“ bezeichnete.
In Anspielung auf die Theorie von Sullivan und Poole, die die Grundlage für die abgewiesene 500-Millionen-Dollar-Klage der Familie Wallace gegen die Stadt Los Angeles bildete, schrieb die New York Times: „Um den Fall herum ist eine kleine Industrie krimineller Spekulationen entstanden, mit Dokumentarfilmen, Büchern und einer Flut reißerischer Zeitschriftenartikel, die Gangs, korrupte Polizisten und eine landesweite Rap-Rivalität unterstellen“, und stellte fest, dass alles, was mit dem Tod von Wallace zusammenhing, ein „großes Geschäft“ war. In jüngerer Zeit wurde auf der Grundlage von Pooles Ermittlungen und Sullivans Buch der Film City of Lies produziert, in dem Johnny Depp die Rolle von Poole übernahm.
Die Los Angeles Times druckte in verschiedenen Teilen der Zeitung widersprüchliche Theorien über den Mord. Im Metro-Teil der Times wurde berichtet, dass die Polizei einen Zusammenhang zwischen dem Tod von Wallace und dem Korruptionsskandal bei der Polizei in Rampart vermutete, was der Theorie von Sullivan und Poole entsprach. Der Metro-Teil zeigte auch ein Foto von Muhammad, der von der Polizei als Hypothekenmakler identifiziert wurde, der nichts mit dem Mord zu tun hatte und dessen Name und Führerschein mit den Angaben des Schützen übereinzustimmen schienen. Chuck Philips suchte jedoch nach Muhammad, den die Metro-Reporter nicht für einen Kommentar erreichen konnten. Es dauerte nur drei Tage, um Muhammad zu finden, der in der Times eine aktuelle Anzeige für sein Maklergeschäft schalten ließ.
Muhammad, der zu diesem Zeitpunkt nicht offiziell verdächtigt wurde, meldete sich, um seinen Namen reinzuwaschen. Der Metro-Teil der Zeitung war gegen einen Widerruf, aber der Redakteur der Wirtschaftsredaktion, Mark Saylor, sagte: „Chuck ist so etwas wie die Weltautorität in Sachen Rap-Gewalt“, und drängte zusammen mit Chuck Philips darauf, dass die Times den Artikel zurückzieht. In einem von Philips im Mai 2000 verfassten Korrekturartikel wurde Muhammad mit den Worten zitiert: „Ich bin ein Hypothekenmakler, kein Mörder“, und er fragte: „Wie kann etwas so völlig Falsches auf der Titelseite einer großen Zeitung landen?“ Die Geschichte hat Muhammads Namen rehabilitiert.
Ein späterer Artikel von Chuck Philips aus dem Jahr 2005 behauptete, dass ein Informant für die Poole-Sullivan-Theorie, Psycho Mike, ein Schizophrener mit zugegebenen Gedächtnislücken war, der Hörensagen gestand. John Cook von Brill’s Content, einer Publikation zur Überwachung der Medien, stellte fest, dass Philips’ Artikel die Poole-Sullivan-Theorie über den Mord an Wallace „demontiert“.
In dem im Jahr 2000 erschienenen Buch The Murder of Biggie Smalls vermutete die Enthüllungsjournalistin und Autorin Cathy Scott, dass die Morde an Wallace und Shakur das Ergebnis einer Fehde zwischen Ostküste und Westküste gewesen sein könnten, die durch finanzielle Vorteile für die Plattenfirmen motiviert war, da die Rapper tot mehr wert waren als lebendig.
Die strafrechtliche Untersuchung des Mordes an Wallace wurde im Juli 2006 wieder aufgenommen, um nach neuen Beweisen zu suchen, die der Stadt bei der Verteidigung gegen die von Wallaces Familie angestrengten Zivilklagen helfen sollten. Der pensionierte LAPD-Detective Greg Kading, der drei Jahre lang in einer Gang-Sondereinheit arbeitete, zu der auch der Fall Wallace gehörte, behauptete, der Rapper sei von Wardell Fouse erschossen worden. Fouse, ein Mitglied der Mob-Piru-Gang und ein Komplize von Knight, starb am 24. Juli 2003, nachdem er beim Motorradfahren in Compton in den Rücken geschossen wurde. Kading glaubt, dass Knight Fouse angeheuert hat, Wallace zu töten, um den Tod von Shakur über dessen Freundin Theresa Swann zu rächen. Kading behauptet, Shakur sei auf Befehl von Combs getötet worden.
Im Dezember 2012 veröffentlichte das LAPD die Ergebnisse der Autopsie von Wallaces Leiche, um neue Hinweise zu erhalten. Die Veröffentlichung wurde vom langjährigen Anwalt des Nachlasses, Perry Sanders Jr., kritisiert, der sich gegen eine Autopsie aussprach. Der Fall bleibt offiziell ungelöst, obwohl eine ganze Reihe von Beweisen gefunden wurde.

## Prozesse

### Klage wegen widerrechtlicher Tötung
Im April 2002 reichte Wallaces Mutter Voletta eine Klage wegen widerrechtlicher Tötung gegen die Stadt Los Angeles ein, die sich auf die von Poole vorgelegten Beweise stützte. Voletta behauptete, das LAPD habe genügend Beweise gehabt, um den Schützen zu verhaften, diese aber nicht genutzt. Mack und Muhammad wurden ursprünglich als Angeklagte in der Zivilklage genannt, wurden aber kurz vor Beginn des Prozesses fallen gelassen, nachdem das LAPD und das FBI sie als Verdächtige entlassen hatten.
Der Fall wurde am 21. Juni 2004 vor einer Jury verhandelt. Am Vorabend der Verhandlung gab ein wichtiger Zeuge, der aussagen sollte, Kevin Hackie, bekannt, dass er aufgrund von Psychopharmaka unter Gedächtnislücken leidet. Er hatte zuvor ausgesagt, dass er von einer Verwicklung zwischen Knight, Mack und Muhammad wusste, sagte aber später, dass Wallaces Anwälte seine Erklärungen so verändert hatten, dass sie Worte enthielten, die er nie gesagt hatte. Hackie übernahm die volle Schuld für die Abgabe einer falschen Erklärung.
Einige Tage nach Beginn der Verhandlung teilte der Anwalt der Kläger dem Gericht und dem gegnerischen Anwalt mit, dass er einen Anruf von einer Person erhalten hatte, die behauptete, ein LAPD-Beamter zu sein, und detaillierte Informationen über das Vorhandensein von Beweisen im Zusammenhang mit dem Mord an Wallace geliefert hatte. Das Gericht wies die Stadt an, eine gründliche Untersuchung durchzuführen, die bisher nicht offengelegte Beweise zutage förderte, von denen sich viele im Schreibtisch oder im Schrank von Det. Steven Katz, dem leitenden Ermittler im Fall Wallace, befanden.
Im Mittelpunkt der Dokumente standen die Befragungen eines inhaftierten Informanten durch zahlreiche Polizeibeamte, der über einen längeren Zeitraum ein Zellengenosse des inhaftierten Rampart-Beamten Rafael Pérez gewesen war. Er berichtete, dass Pérez ihm von seiner und Macks Beteiligung an Death Row Records und ihren Aktivitäten im Petersen Automotive Museum in der Nacht des Mordes an Wallace erzählt hatte. Infolge der neu entdeckten Beweise erklärte der Richter den Prozess für fehlerhaft und sprach der Familie von Wallace die Anwaltskosten zu.
Am 16. April 2007 reichten die Angehörigen von Wallace eine zweite Klage wegen widerrechtlicher Tötung gegen die Stadt Los Angeles ein. In der Klage wurden auch zwei LAPD-Beamte genannt, die im Mittelpunkt der Ermittlungen im Rampart-Skandal standen: Pérez und Nino Durden. Der Klage zufolge hat Pérez, ein angeblicher Partner von Death Row Records, gegenüber LAPD-Beamten zugegeben, dass er und Mack (der in der Klage nicht namentlich genannt wurde) „sich zum Mord verschworen und am Mord an Christopher Wallace beteiligt haben“. Die Familie von Wallace sagte, das LAPD habe „bewusst die Beteiligung von Rafael Perez an dem Mord an … Wallace“.
United States District Judge Florence-Marie Cooper sprach der Stadt am 17. Dezember 2007 ein Urteil im Schnellverfahren zu und stellte fest, dass die Familie von Wallace ein kalifornisches Gesetz nicht beachtet hatte, wonach die Familie dem Staat innerhalb von sechs Monaten nach Wallaces Tod ihren Anspruch mitteilen musste. Die Familie von Wallace reichte die Klage am 27. Mai 2008 erneut ein und ließ die Ansprüche aus dem staatlichen Recht fallen. Die Klage gegen die Stadt Los Angeles wurde schließlich 2010 abgewiesen. Die New York Times bezeichnete sie als „einen der am längsten laufenden und umstrittensten Prominentenfälle der Geschichte“. In der Wallace-Klage waren 500 Millionen Dollar von der Stadt gefordert worden.

### Klage wegen Verleumdung
Am 19. Januar 2007 wurde Big Syke, ein Freund von Shakur, der 2005 vom Los Angeleser Fox-Ableger KTTV und XXL mit dem Mord an Wallace in Verbindung gebracht worden war, mit einer Verleumdungsklage wegen dieser Anschuldigungen vor Gericht abgewiesen.